# 賀名生村
賀名生村（あのうむら）は奈良県中部、吉野郡に属していた村。現在の五條市西吉野町の一部にあたる。詳細は賀名生。

## 歴史
- 1889年（明治22年）4月1日 - 町村制の施行により、吉野郡 和田村、屋那瀬村、向加名生村、大日川村、黒淵村、湯塩村、滝村、老野村、江出村、神野村、北曽木村が合併し、賀名生村が成立。
- 1959年（昭和34年）4月1日 - 白銀村、宗檜村と合併して西吉野村が発足。同日賀名生村廃止。

## 交通

### 鉄道路線
村内を通過する鉄道路線なし

### 道路
- 二級国道169号（現：国道169号）